# Waldemar Riske
Waldemar Józef Riske (ur. 1943, zm. 6 czerwca 1989) – polski inżynier, nauczyciel i działacz państwowy, wicewojewoda ciechanowski (1982–1989). 

## Życiorys
Ukończył studia w Wyższej Szkole Inżynierskiej w Białymstoku, następnie pracował w zakładach przemysłowych oraz jako nauczyciel w Zespole Szkół Zawodowych w Mrągowie. Był sekretarzem Komitetu Powiatowego ZSL w Działdowie oraz delegatem na IX i X Kongres ZSL. W latach 80. pracował jako dyrektor Wojewódzkich Zakładów Gospodarki Materiałowej i Zaopatrzenia Kółek Rolniczych, był także wiceprezesem Wojewódzkiego Związku Rolników, Kółek i Organizacji Rolniczych. W latach 1982–1989 sprawował funkcję wicewojewody ciechanowskiego z ramienia ZSL. 
Odznaczony Krzyżem Kawalerskim Orderu Odrodzenia Polski oraz Złotym i Srebrnym Krzyżem Zasługi. 